# Fernand Le Borne
Fernand Léonard Joseph Emmanuel Le Borne est un compositeur, critique musical et chef d’orchestre d'origine belge né à Charleroi le 10 mars 1862 et mort à Paris le 15 février 1929.

## Biographie
Fernand Le Borne est le fils de Léonard Martin Célestin Le Borne et d'Henriette Joséphine Delalieux. Il étudie au Conservatoire national de musique de Paris avec Jules Massenet, Camille Saint-Saëns et César Franck. 
Il s'installe définitivement en France et y travaille comme critique musical pour les journaux Le Petit Parisien et Monde artiste ainsi que correspondant parisien du quotidien bruxellois Le Soir, et comme compositeur indépendant. En 1901, il est lauréat du prix Chartier de l'Institut.
Ses nombreuses œuvres comprennent des compositions symphoniques et concertantes, de la musique de chambre, des messes et des motets, ainsi que plusieurs œuvres de théâtre, dont l'opéra Les Girondins, créé le 25 mars 1905 au Grand théâtre de Lyon. 
Sa musique est à peine jouée aujourd'hui même si son nom mérite de figurer dans les annales de la musique de film puisqu'il est le premier compositeur de l'histoire à écrire une musique originale pour un film, en l'occurrence L'Empreinte, en compagnie de Camille Saint-Saëns, qui compose de son côté une musique pour le film L'Assassinat du duc de Guise projeté lors de la même séance inaugurale du Film d'art le 17 novembre 1908. La partition du vieux maître est d'ailleurs dédiée à Fernand Le Borne, d'autant que c'est lui qui dirigeait l'orchestre présent ce soir-là.

## Œuvres principales
Opéras
- Daphnis et Chloé (1885)
- Hedda (1898)
- Mudarra (1899)
- L'Absent (1904)
- Les Girondins (1905)
- La Catalane (1907)
- Cléopâtre (1914)
- La Brune et la Blonde (1924)

Musique d'église
- Messe de Requiem (1928)

Ballets
- L'Idole aux yeux verts (1902)
- Fête bretonne (1903)

Scénario et bande originale de film
- 1908 : L'Empreinte ou la Main rouge de Paul-Henry Burguet[8],[9]
- 1912 : Une bougie récalcitrante de Georges Monca
- 1912 : La Valse renversante (Les Danseurs obsédants) de Georges Monca

Cantate
- Patria, cantate officielle pour l'Exposition universelle de 1900 de Paris.

Musique de chambre
- Quatuor à cordes
- Trio pour violon, violoncelle et piano
- Sonate pour piano et violon
- Sonate pour piano et violoncelle
- Pièces pour piano

## Distinctions
- Chevalier de la Légion d'honneur en 1907[10].
- Chevalier de l'Ordre de la Couronne de Prusse